# Cubaans dikbekje
Het Cubaans dikbekje (Melopyrrha nigra) is een zangvogel uit de familie tangaren (Thraupidae). De wetenschappelijke naam van de soort werd in 1758 als Loxia nigra gepubliceerd door Carl Linnaeus.

## Verspreiding
Cuba, Isla de la Juventud.